# Mellemkød
Mellemkødet (lat. perineum) er regionen mellem anus og kønsorganerne. Området har mange nerveender og er særdeles følsomt hos de fleste.
| Anatomi | Spire Denne artikel om anatomi er en spire som bør udbygges. Du er velkommen til at hjælpe Wikipedia ved at udvide den. |